# 2011 (album Otsochodzi)
2011 – czwarty album studyjny polskiego rapera Otsochodzi, wydany 26 marca 2020 roku nakładem wytwórni muzycznej Asfalt Records.

## Lista utworów
Źródło:
1. „DOM”
2. „Mów”
3. „Między nami” (gościnnie: DJ Phunk’ill)
4. „Czego?!”
5. „Wszystko co mam” (gościnnie: Rosalie, OKI)
6. „Pada"
7. „Ocean Blue” (gościnnie: Julian Uhu)
8. „Oopsy Daisy” (gościnnie: Young Igi)
9. „Kevin”
10. „5AM IN Greece (Interlude)”
11. „Mówią (2020)”
12. „Póki co” (gościnnie: Szopeen)
13. „Warsaw Local Boy”
14. „$ Class”
15. „WW”
16. „Hmm”
17. „Minęła Dwudziesta”